# Halte Opperdoes Oosteinde
De halte Opperdoes Oosteinde is een voormalige stopplaats aan de spoorlijn Hoorn - Medemblik, gelegen in Opperdoes, en destijds in gebruik bij de Locaalspoorwegmaatschappij Hollands Noorderkwartier.
Het station werd geopend op 3 november 1887, en is in gebruik geweest tot 1888. De eerste rit van de Stoomtram Hoorn-Medemblik vond plaats op 23 mei 1968. Sinds 1969 is er een regelmatige stoomtramdienst.